# Amt Lehnin (1542–1872)

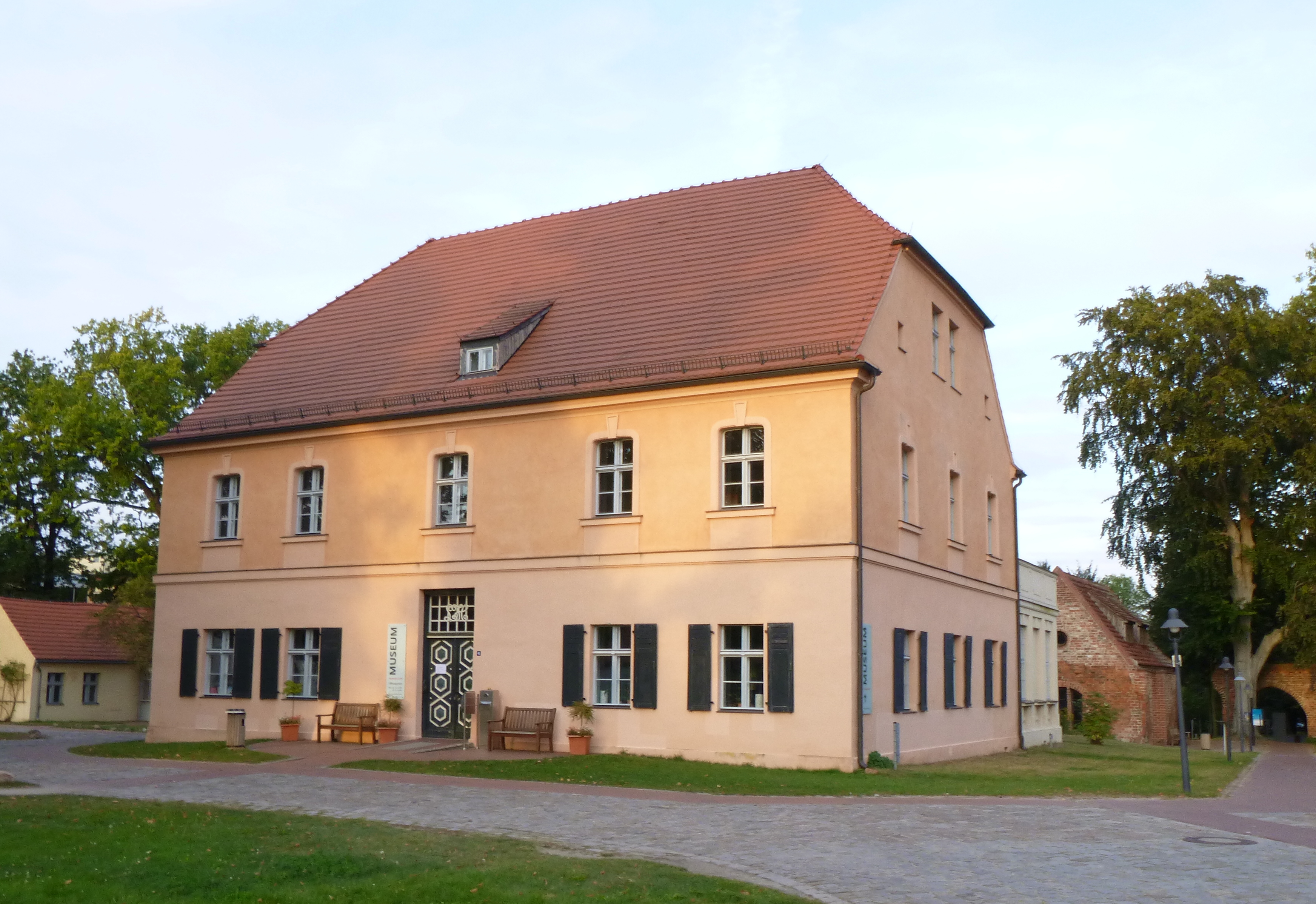
Amtshaus Lehnin

Das Amt Lehnin war ein kurfürstlich-brandenburgisches, später königlich-preußisches Domänenamt, das 1542 beziehungsweise 1543 aus dem Kernbesitz des säkularisierten Klosters Lehnin, in der Zauche und im Havelland gelegen, gebildet wurde. Die zugehörigen Orte liegen heute im Landkreis Potsdam-Mittelmark und im Landkreis Havelland (Brandenburg). Das Amt Lehnin wurde 1872 aufgelöst. Bereits 1768 waren die zwei havelländischen Orte Gohlitz und Wachow dem Amt Nauen in Berge zugeordnet worden, 1809 und 1818 kamen weitere Teile des Amtes an das Amt Potsdam. Nach 1817 war der Amtssitz nach Brandenburg an der Havel verlegt worden.

## Geschichte
Das Kloster Lehnin erhielt bei seiner Gründung 1180 neben der Klosterstätte selber und den Gewässern der direkten Umgebung fünf Dörfer Göritz, Rädel, Cistecal, Schwina und Kolpin (ohne den Kolpinsee) zur Grundausstattung sowie zwei Drittel von Götz, je eine Wiese bei Deetz und Wida und eine jährliche Abgabe in Höhe von Winscheffel aus dem Salzzoll zu Brandenburg. Schon 1183 ergänzte Otto I. die Grundausstattung mit dem Dorf Wendisch-Tornow und zwei Seen (bei Göritz und bei Rädel), 1191 kam das Dorf Trechwitz hinzu. Das Kloster nahm im 13. und 14. Jahrhundert einen fulminanten Aufstieg und war um 1530 zum größten Grundbesitzer unter allen märkischen Klöstern aufgestiegen.
Bei seiner Aufhebung 1542 gehörte zum Territorium des Klosters das Städtchen Werder, 39 Dörfer und 54 Seen sowie einige Mühlen, Feldmarken wüster Dörfer, Wirtschaftshöfe, Waldungen und einzelne Objekte. Dieser Besitz wurde in den folgenden Jahren umstrukturiert. Der große Besitzkomplex des Klosters um Wandlitz im Barnim kam zum Amt Mühlenbeck. Anderer Streubesitz wurde verkauft, weiterverliehen oder vereignet. Im Januar 1543 überließ Kurfürst Joachim II. das dem Kloster gehörende Haus in der Neustadt Brandenburg seinem Rat Joachim von Bredow. Im April 1547 übereignete Kurfürst Joachim II. die Lehenshoheit des Klosters über den Besitz der v. Barby zu Loburg dem Domkapitel in Magdeburg. 1548 wurde ein Inventar der Kirchengeräte des Klosters Lehnin aufgestellt, die 1553 verkauft wurden.
Aus dem Kernbesitz des Klosters in der Zauche um das Kloster herum und dem kleinen Besitz im Havelland wurde das Amt Lehnin als landesherrlicher Besitz gebildet; erster Amtshauptmann war Michael Happe. Folgende Orte gehörten dazu:
- Werder (Havel), Städtchen
- Bochow
- Damelang
- Damsdorf
- Deetz
- Derwitz
- Emstal Schwina
- Freienthal Spinnerdorf. Das Dorf wurde 1754 bis 1756 auf der Feldmark des im Mittelalter wüst gefallenen Dorfes Klein Damelang neu aufgebaut. Heute Gemeindeteil von Planebruch
- Glindow, 1809 an das Amt Potsdam überwiesen
- Göhlsdorf
- Göttin, wurde 1809 an das Amt Potsdam überwiesen
- Götz
- Gohlitz. 1768 zum Amt Nauen
- Kaltenhausen
- Krielow
- Leest, wurde 1809 an das Amt Potsdam überwiesen
- Lehnin, Flecken und Amtssitzvorwerk
- Michelsdorf
- Nahmitz
- Netzen
- Petzow, 1809 an das Amt Potsdam überwiesen, 1845 Ort an von Kaehne (Lehnschulzengut schon seit 1630 im Besitz der Familie Kähne)
- Phöben, 1819 an das Amt Potsdam überwiesen
- Rädel
- Schmergow
- Alt Töplitz, 1809 an das Amt Potsdam überwiesen
- Neu Töplitz. Das Dorf wurde 1691 bis 1696 mit Glaubensflüchtlingen aus der Schweiz auf Amtsgebiet neu angelegt. 1809 an das Amt Potsdam überwiesen
- Tornow
- Wachow. 1768 zum Amt Nauen zu Berge.

Das Amt Lehnin war 1804 noch Domänenamt. Ab 1817 wird als Rentamt bezeichnet, d. h. der Beamte betrieb keine Eigenwirtschaft mehr, sondern zog nur noch die Grund- und sonstigen Renten ein. Teile des Amtsbesitzes kamen bereits 1809 zum Amt Potsdam. Weitere Teile des Amt Lehnin (1817 mit immerhin noch acht Dörfern und weiteren acht Etablissements, Forsthäusern und sonstigen Einzelhäusern) wurde 1818 mit dem Amt Potsdam vereinigt. Das Amt Potsdam hatte seinen Sitz in Bornim. Der letzte Rest der Amtsbesitzungen wurde 1872 aufgelöst.
1817 gehörten noch zum Amt Lehnin: Bochow, Damelang (und ein Teerofen bei D.), Damsdorf, Deetz, Derwitz, Emstal (Schwiena), Freienthal, Göhlsdorf, Götz, Kaltenhausen (Teilbesitz), Krielow, Leest, Michelsdorf, Nahmitz, Netzen, Phöben, Rädel und Schmergow.
Bereits seit 1828 entwickelte sich aus dem Domänenbesitz des Amtes ein Gutsbereich, zunächst zweigeteilt und zu diesem Zeitpunkt noch nicht vollständig immatrikuliert, noch nicht als amtlich kreistagsfähiges Rittergut anerkannt. Die Nachfolge des alten Klosterbesitzes unmittelbar bei Lehnin befand sich 1856 zweigeteilt in der Hand der uradeligen Familie von Loebell und im Eigentum des Legationssekretärs Uebel. Alleiniger Besitzer wurde nachfolgend Kommerzienrat M. J. Cohn. Er beließ alles in Pacht an Ober-Amtmann Köber. Cohn übernahm vor Ort die Pflichten eines Patrons. Später wurde das Rittergut samt Ziegelei versteigert. Damit endete die Historie des Amtes Lehnin, respektive die Geschichte der einstigen Gemarkung des Amtsbereiches.

## Amtsleute
Liste der bisher bekannten Amtsleute (nach der Denkmaltopographie, S. 321.):
- 1543 bis 1561: Michael Happe von Happberg, Amtshauptmann
- 1561 Heinrich von Staupitz (Pfandbesitz)
- um 1565: Matthias von Saldern, Oberst-Kämmerer beim Kurfürst Joachim II.
- 1572, 1586 Heino von Brösigke[6]
- 1598: Adam von Hacke, Amtshauptmann[7]
- 1607 Wichard von Rochow
- bis 1638: Wichmann von Rochow
- 1638 bis 1638 Hofjägermeister Balzer Ludwig von Stechow
- 1641 Wolf Dietrich von Rochow
- vor 1647 Hans XIV. von Rochow, Amtshauptmann, Oberst, Herr auf Plessow und Stülpe
- 1660 bis 1669: Klaus Ernst von Platen[8]
- 1679: Christoph Caspar Freiherr von Blumenthal
- 1692 Clari, Amtmann
- 1742 bis 1744: Friedrich Ludwig Felix von Borcke
- Friedrich Godward von Syberg
- 1775 Herr Rust, Beamter[9]
- 1798 Körner, Oberamtmann[10]
- 1804 Körner, Oberamtmann[11]
- 1817 von Reitzenstein[12]
- 1818 vacat, Kühne, Amtsactuarius interimsweise[13]
- 1821 Seltmann, Hauptmann, interimsweise[14]
- 1824 bis 1832 Daberkow, Rentbeamter[15][16]
- 1834 bis 1839 Schlichting, Amtsactuarius, interimsweise[17][18]
- 1841 bis 1844 Müller[19][20]
- 1845 bis 1856 Lenzer in Brandenburg[21][22]
- 1857 bis 1859 Hautscheck in Brandenburg, interimsweise[23][24]
- 1861 bis 1868 Erett in Brandenburg, interimsweise[25][26]